# Iyer
Pour les articles homonymes, voir Iyer (homonymie).
Les Iyer (prononcé : aiʝar ; (Tamoul : அய்யர் ; Kannada : ಅಯ್ಯರ್) ; Malayalam : അയ്യര) (orthographié de façons diverses : Iyer, Ayyar, Aiyar, Ayer or Aiyer), également appelés shastri, Sarma ou Bhattar, est le nom donné à des Hindous brahmanes d'origine tamoule ou télougoue, et adeptes de la philosophie Advaita Vedānta proposée par Adi Shankara,,,,,. 
On les trouve principalement au Tamil Nadu, car ils sont généralement natifs de cette région. Mais on les trouve également en nombre significatif dans l'Andhra Pradesh, le Kerala et le Karnataka.

## Origine
Le nom Iyer provient de la période médiévale lorsque diverses sectes de Brahmanes demeurant dans ce qui était alors le pays tamoul s'organisèrent en une unique communauté. Une secte dissidente, formée d'adeptes du Sri Vishnouisme décida plus tard de former une nouvelle communauté appelée les Iyengar,,.
Selon la tradition populaire, les Iyers sont les descendants d'immigrants indo-aryens venus d'Inde du nord. Cependant, les recherches génétiques ont montré peu de différences dans le profil génétique avec le reste de la population tamoule. Les Iyers sont subdivisés en diverses sous-sectes selon leur fonction ou leurs devoirs individuels. Ils sont également différenciés selon le Veda qu'ils suivent. 

## Place dans le système des castes
Les Iyers tombent dans la sous-caste des Brahmanes pancha-dravida, et suivent les mêmes coutumes et traditions que les autres Brahmanes. Les Iyers se sont récemment sentis atteints par la politique de discrimination positive (Reservation policies) de l'État du Tamil Nadu et le mouvement appelé « Respect de Soi-même » de l'État du Tamil Nadu.